# Benedykt Jan Wolski
Benedykt Jan Wolski herbu Godziemba (zm. 1 grudnia 1736 roku) – chorąży wileński w latach 1727–1736, podwojewodzi wileński w latach 1723–1727 i w 1735 roku, surogator ziemski wileński w latach 1721–1722, surogator grodzki wileński w latach 1720–1721, pisarz grodzki wileński w latach 1712–1720, wojski wileński w latach 1712-1716, miecznik brzeski w 1703 roku, dyrektor wileńskiego sejmiku gromnicznego w 1731, 1732 roku, 1734 roku oraz sejmiku prywatnego 1735 roku, starosta strubiski.
Był posłem województwa wileńskiego na sejm 1720 roku, sejm 1722 roku i sejm 1729 roku. Jako poseł na sejm konwokacyjny 1733 roku z województwa wileńskiego był członkiem konfederacji generalnej zawiązanej 27 kwietnia 1733 roku na tym sejmie. Elektor Stanisława Leszczyńskiego w 1733 roku.
W 1735 roku jako pułkownik województwa wileńskiego podpisał uchwałę Rady Generalnej konfederacji warszawskiej. Poseł województwa wileńskiego na sejm zwyczajny pacyfikacyjny 1735 roku.